# Laserpistole (Sportgerät)

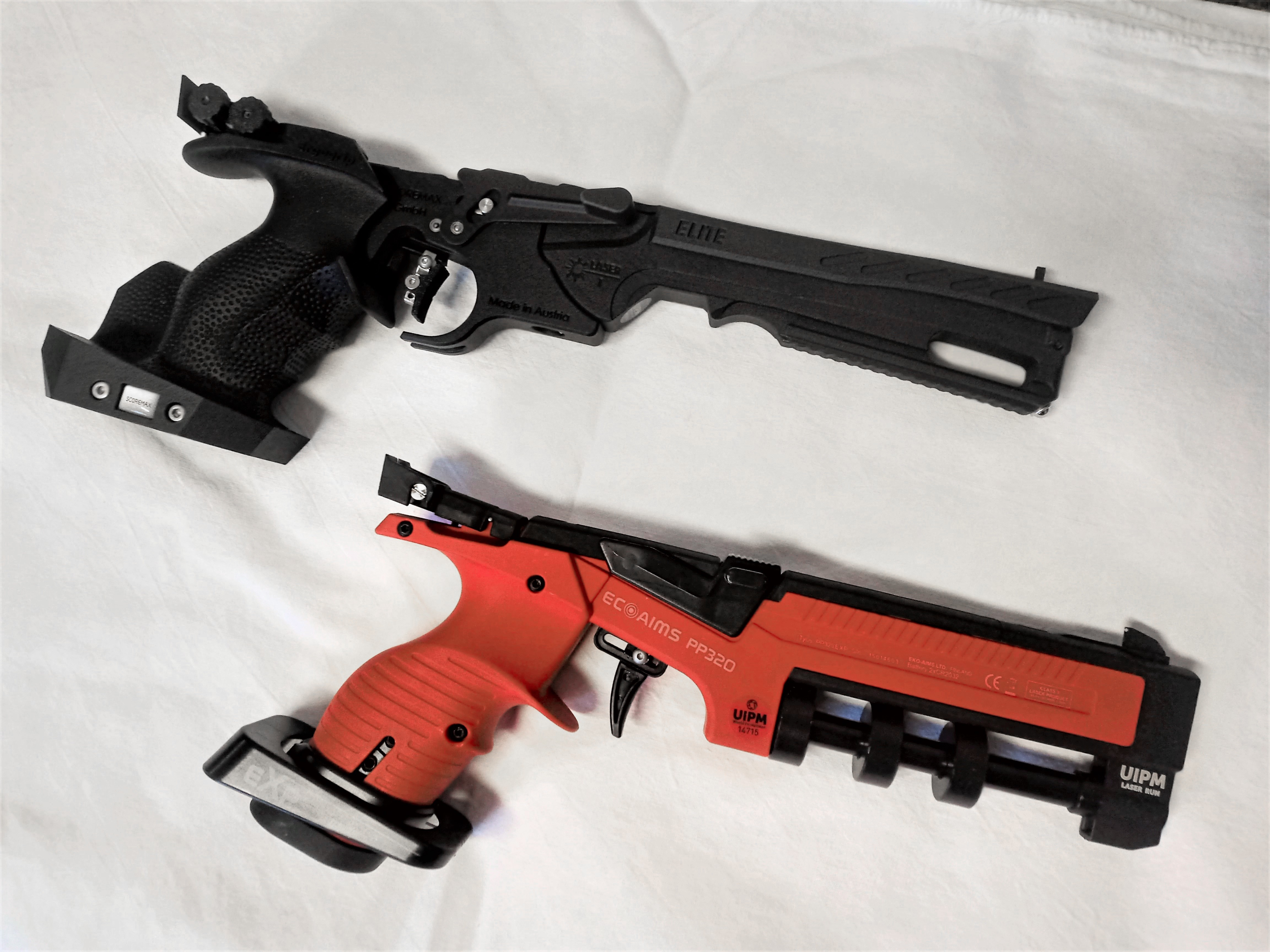
Laserpistolen für Modernen Fünfkampf, Laser Run und Triathle

Die Laserpistole ist ein Sportgerät, das in den Schießdisziplinen im Modernen Fünfkampf beim Laser Run und Triathle verwendet wird. Laserpistolen sind für Zuschauer und Teilnehmer ungefährlich und unterliegen nicht der Waffengesetzgebung. Laserpistolen für die oben genannten Wettbewerbe unterscheiden sich technisch von den Infrarotsignalgebern beim Laser Tag.

## Konstruktion

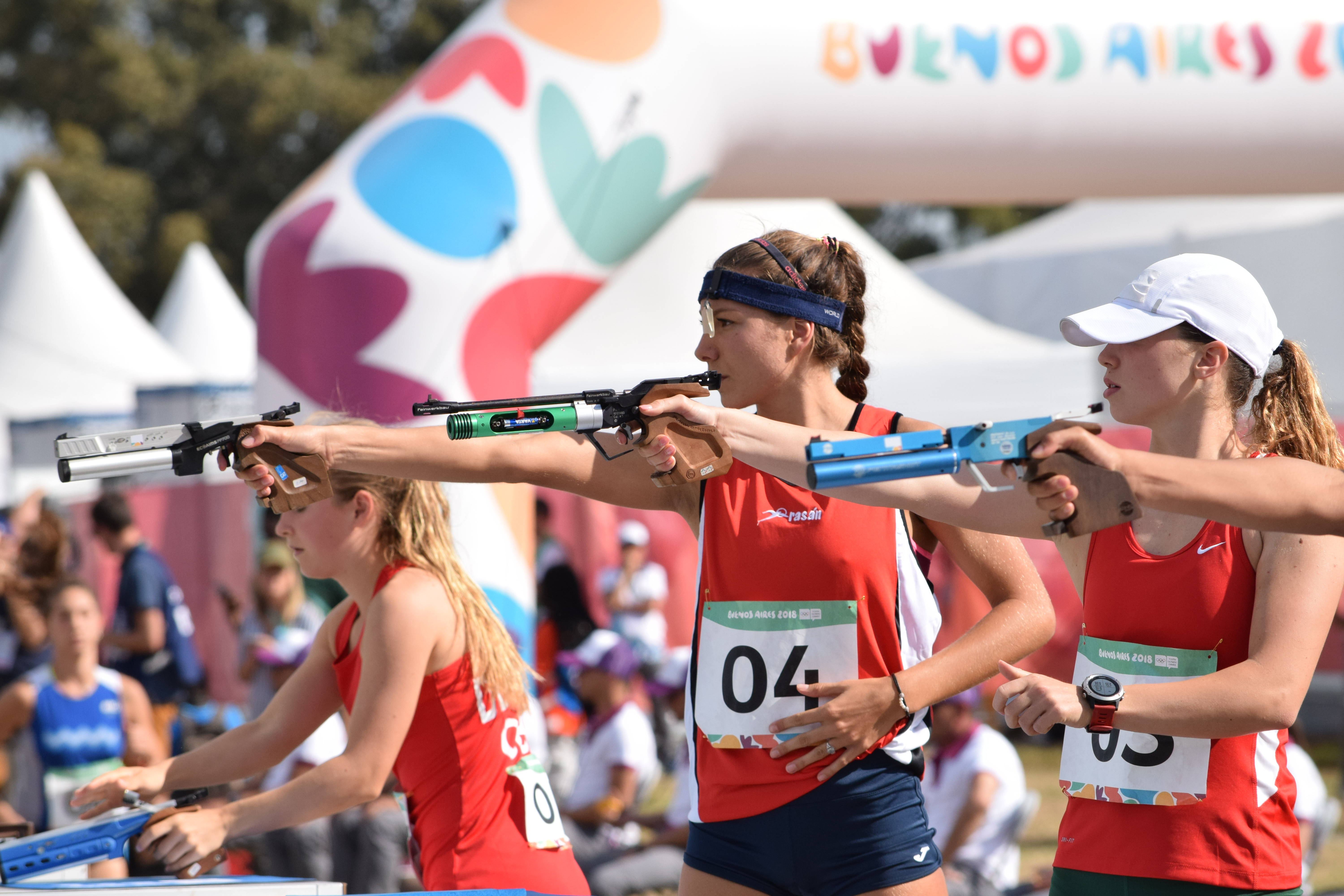
Verschiedene Laserpistolen in einem Wettbewerb

Die Laserpistolen des Laser Run, Triathle und Modernen Fünfkampfs haben sich aus den Luftpistolen entwickelt. Der Weltverband Union Internationale de Pentathlon Moderne (UIPM) ist verantwortlich für die technischen Spezifikationen. Es können mit Laser-Modulen modifizierte Luftpistolen und speziell entwickelte Laserpistolen benutzt werden.
Dabei ist nur eine Einschusspistole ohne Magazin erlaubt. Der Schuss wird durch einen mechanischen Auslöser ausgelöst. Ein Abzugsgewicht ist nicht festgelegt. Die Laserpistole wird über einen Ladehebel geladen, der mit der nicht schießenden Hand bedient wird.
Speziell für Laser Run und Triathle entwickelte Laserpistolen können aus Kunststoff, Metall oder einer Mischung aus beidem bestehen. Die Griffe der Laserpistolen oberhalb der Einsteigermodelle sind ergonomisch für die jeweilige Schusshand angepasst. Sie sind aus Kunststoff oder Holz gefertigt. Einsteigermodelle sind in der Regel beidhändig benutzbar.
Es sind nur offene Visiere erlaubt: Gezielt wird über Kimme und Korn. Die Verwendung von Visieren mit Glasfaserelementen ist gestattet. In der Glasfaser wird das Licht gebündelt und bietet in Kimme und Korn beim Anvisieren einen Kontrast zur schwarzen Trefferzone des Ziels.
Das Mindestgewicht beträgt 800 Gramm bei Erwachsenen und bei Jugendwettbewerben unter 17 Jahren 500 Gramm. Das Maximalgewicht ist 1500 Gramm. Zusatzgewichte zur Veränderung der Balance der Laserpistole können bei vielen Modellen im Griff oder unterhalb des Laufes angebracht werden. Weitere Anbauteile und Modifikationen sind nicht erlaubt.
Die Zeit, in der der Laserstrahl nach dem Drücken des Abzugs von der Pistole abgelöst wird, muss zwischen 6 ms und 10 ms liegen. Das Lasersignal hat eine Dauer von 15,6 ms. Die Wellenlänge des Lasers beträgt 635 bis 650 nm. Laserpistolen entsprechen der Laserklasse 1: der niedrigsten und ungefährlichsten.

## Wettbewerbe

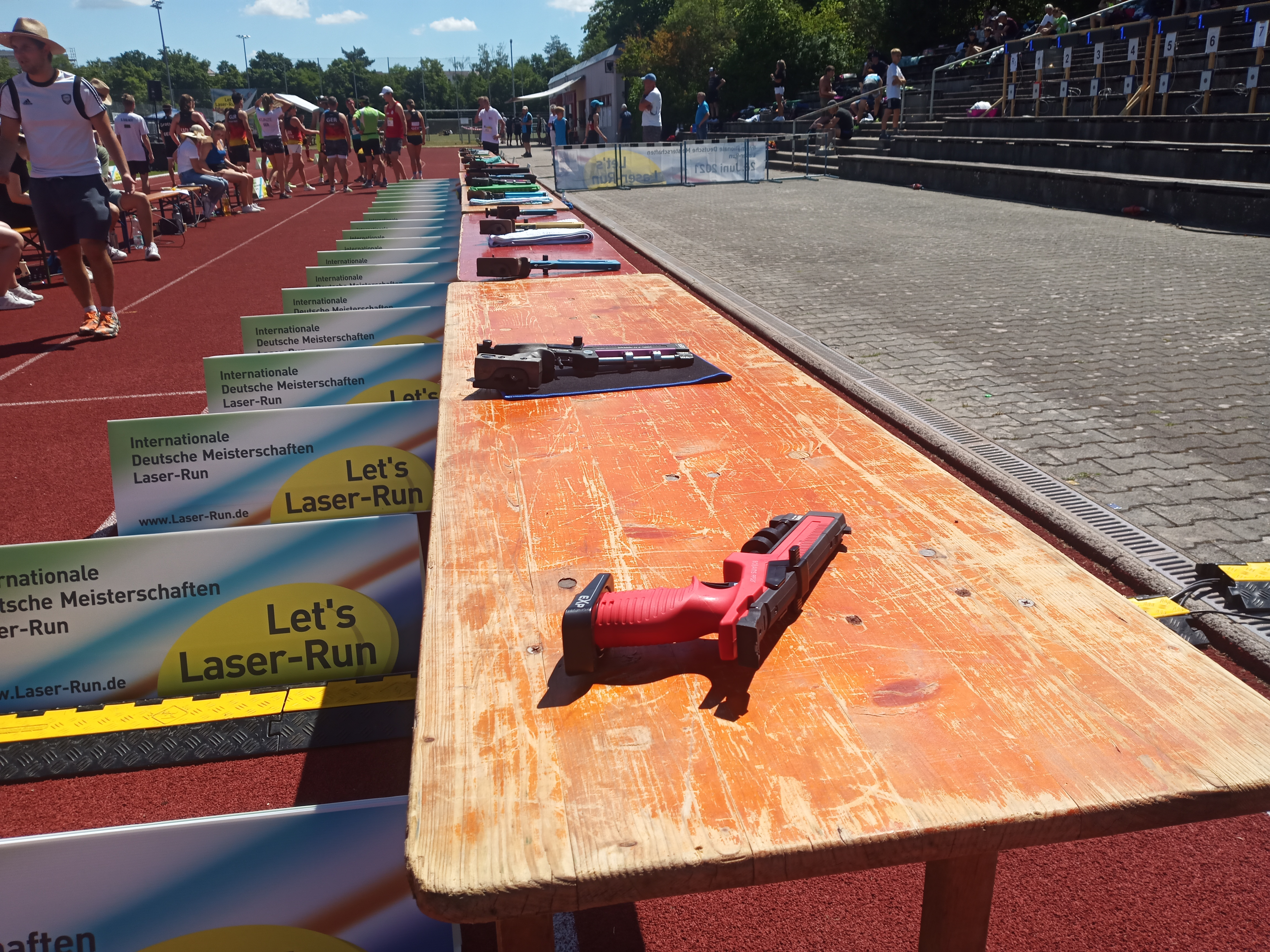
Laserpistolen im Schießstand der Internationalen Deutschen Meisterschaften Laser-Run 2022

Laserpistolen werden in der Regel nicht für eigenständige Schießwettbewerbe verwendet, sondern bei Teildisziplinen in Mehrkämpfen in der Zuständigkeit der UIPM:
- Laser Run: Schießen und Geländelauf werden mehrfach hintereinander wiederholt (vergleichbar mit dem Biathlon).
- Triathle: Schießen, Freistilschwimmen und Geländelauf mehrfach hintereinander wiederholt.
- Combined im Modernen Fünfkampf: Wie der Laser Run, allerdings mit zeitversetztem Handicap-Start gemäß den bis dahin im Wettbewerb gesammelten Punkten.

Bei den Wettbewerben mit Laserpistolen werden Ziele verwendet, die auch durch den Weltverband UIPM homologiert sein müssen. Laserpistolen werden bei regionalen Wettbewerben in der Regel auch von den Veranstaltern zur Verfügung gestellt, um einem größeren Personenkreis den Einstieg und die Teilnahme zu ermöglichen.
Geschossen wird auf eine Scheibe pro Schussbahn, die je nach Wettbewerb in einer Entfernung von 5 m oder 10 m angebracht ist. Das elektronische Ziel im Laser Run und Triathle ist von den Maßen identisch mit einer Zielscheibe im Luftpistolenschießen: Es hat die Mindestmaße von 17,0 cm × 17,0 cm. Der als Treffer gewertete Zielbereich beträgt 59,5 mm (Durchmesser des 7er-Kreises bzw. schwarzer Bereich des „Spiegels“).
Zu Trainingszwecken kann an fast jedem beliebigen Ort ein Schießstand errichtet werden: Das Ziel wird an einem Stativ befestigt und der Abstand mit einem Maßband gemessen. Ein herkömmlicher Camping-Tisch oder ein Biertisch können als Schießtisch verwendet werden. Beim Training ist eine externe Stromversorgung nicht nötig, da die Laserziele in der Regel auch im Akkubetrieb längere Zeit funktionieren.

## Geschichte

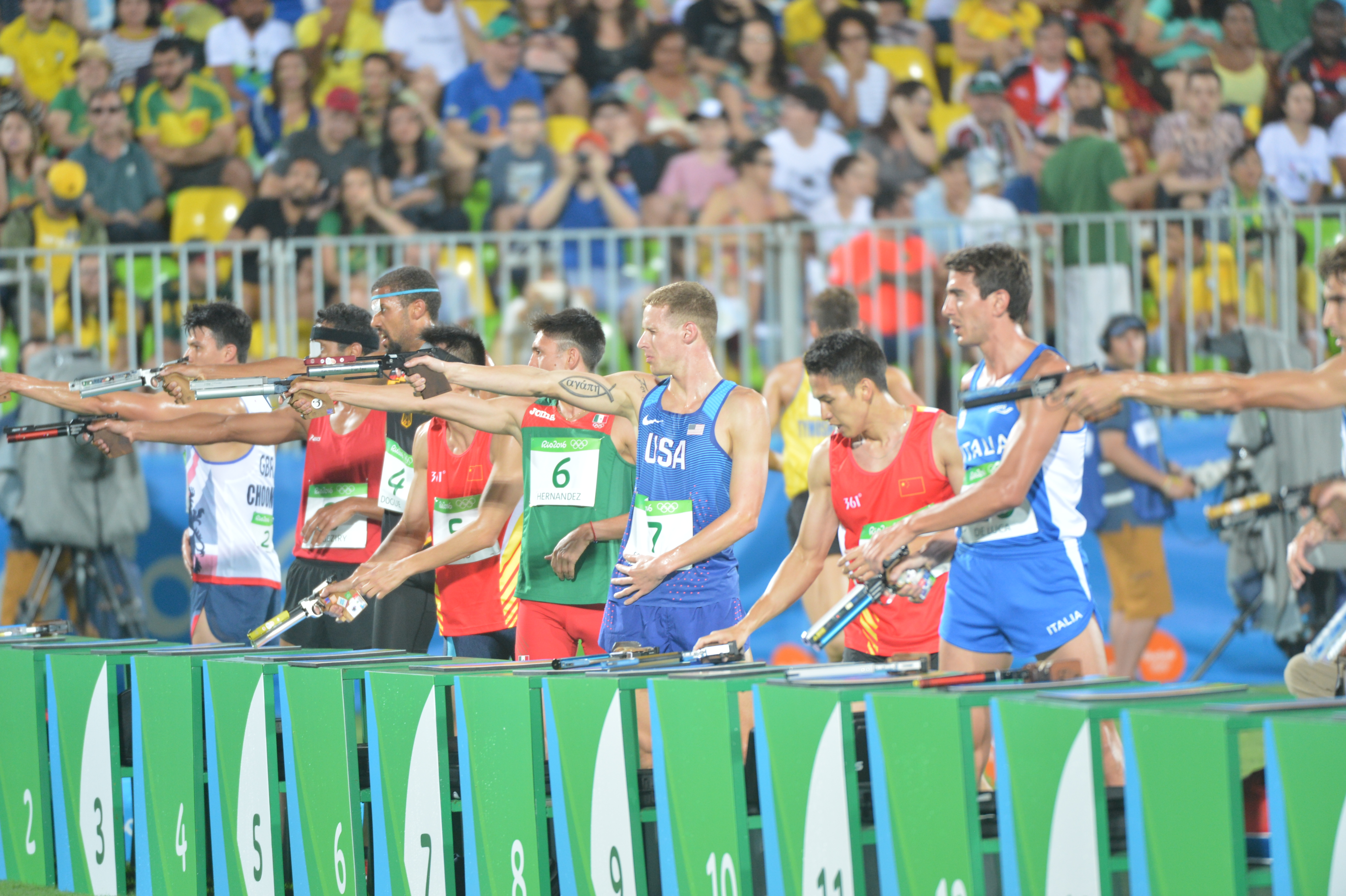
Laserpistolen der ersten Generation, Olympische Sommerspiele 2016

Im Jugendbereich wurden bei den Olympischen Jugend-Sommerspiele 2010 im Modernen Fünfkampf Laserpistolen eingeführt. Der Combined – Schießen zusammen mit dem Querfeldeinlauf als Kombinationsdisziplin – ist seit 2009 Teil des Modernen Fünfkampfs.
Auf dem Kongress des Weltverbandes in Riga im Jahr 2010 wurde die Einführung von Laserpistolen in allen Wettkämpfen des Modernen Fünfkampfs entschieden. Bei der World-Cup-Veranstaltung des Modernen Fünfkampfs in Rancho Mirage wurde im Februar 2011 zum ersten Mal bei einem großen internationalen Wettkampf mit Laserpistolen geschossen. 2012 wurden erstmals bei den Olympischen Sommerspielen in London Laserpistolen im Modernen Fünfkampf verwendet.
Die erste Generation der Laserpistolen waren umgebaute Luftpistolen, bei denen der Lauf oder der Pressluftbehälter durch einen Laser-Emitter ersetzt wurde. Zunächst hatte das Lasersignal eine Dauer von 25,2 ms, bevor es ab 2014 auf eine Dauer 15,6 ms geändert wurde. Damit ging auch ein Wechsel des Lasercodes einher, der ebenfalls seit 2011 genutzt und für 2014 geändert wurde. Zu diesem Zeitpunkt entsprachen die Laserpistolen noch der Laserklasse 2.

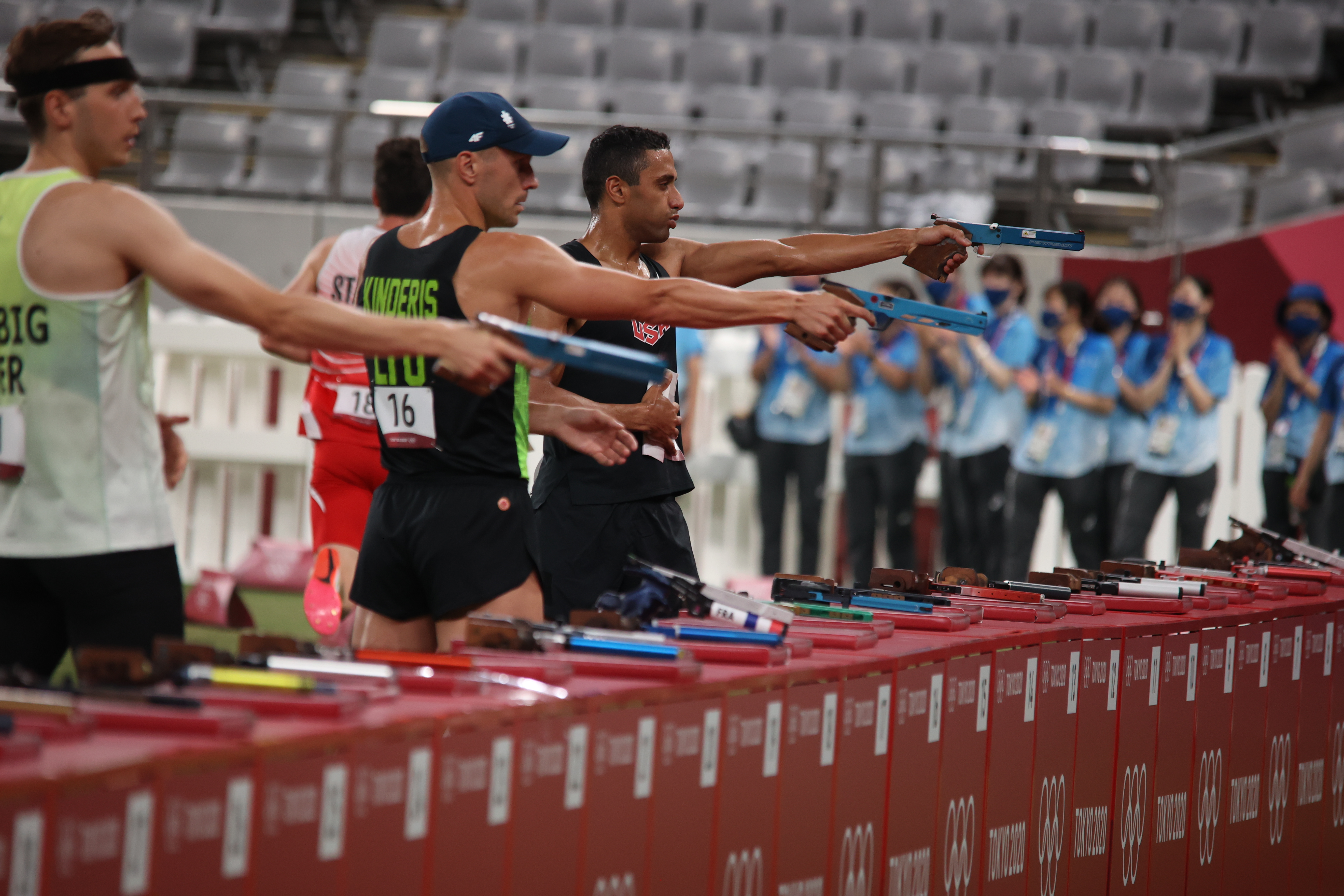
Laserpistolen der zweiten Generation, Olympische Sommerspiele 2020

Seit 2013 werden Weltmeisterschaften (Triathle World Championships) im Triathle ausgetragen. Weltmeisterschaften (Laser Run World Championships) im Laser Run werden seit 2015 ausgetragen.
Mitte der 2010er-Jahre erschien die nächste Generation der Laserpistolen, die speziell für den Modernen Fünfkampf bzw. Laser Run und Triathle produziert wurden. Damit entstanden verschiedene Herangehensweisen bei der Konstruktion: Einerseits existieren weiterhin Modelle mit dem Aufbau einer Wettkampfluftpistole mit sehr dünnem Lauf und darunterliegendem voluminöserem Behälter, in dem nun Gewichte befestigt werden oder der durch den Laser-Emitter ersetzt wird. Andererseits gibt es die Modelle, die Sportpistolen optisch ähnlicher sind.
2016 wurde der Lasercode erneut geändert. Seitdem entsprechen die Pistolen der Laserklasse 1.

## Hersteller
Die Hersteller spezieller Laserpistolen bzw. homologierter Laser-Emitter (Container) für Luftpistolen sind im Vergleich zu anderen Sportausrüstern relativ jung. Die Anbieter sind:
- APEOM[16]
- Ecoaims[17]
- HiGun[18]
- IQ-Sport (nur Emitter)[19]
- Pardini[20]
- Pentashot[21]
- Scoremax[22]
- Suooter[23]

Wettkampf-Luftpistolen von Feinwerkbau, Morini, Pardini, Steyr oder Walther können mit Laser-Emittern unterschiedlicher Hersteller ausgestattet werden. Diese werden an der Stelle des Laufes oder des Pressluftbehälters montiert.